# Guamote
Guamote – miasto w Ekwadorze, w prowincji Chimborazo, siedziba kontonu Guamote.